# Henry de La Vaulx

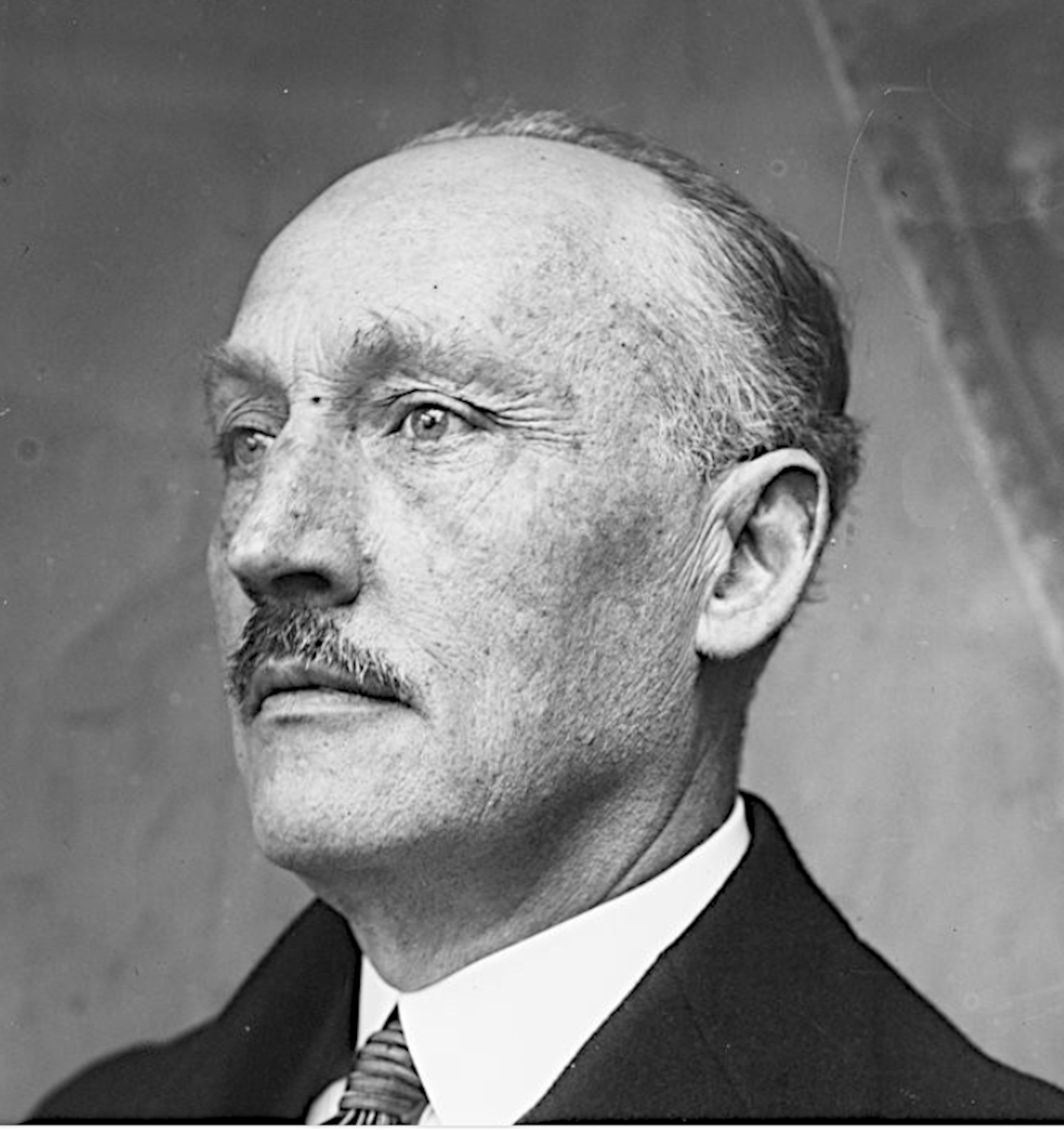
Henry de La Vaulx 1922

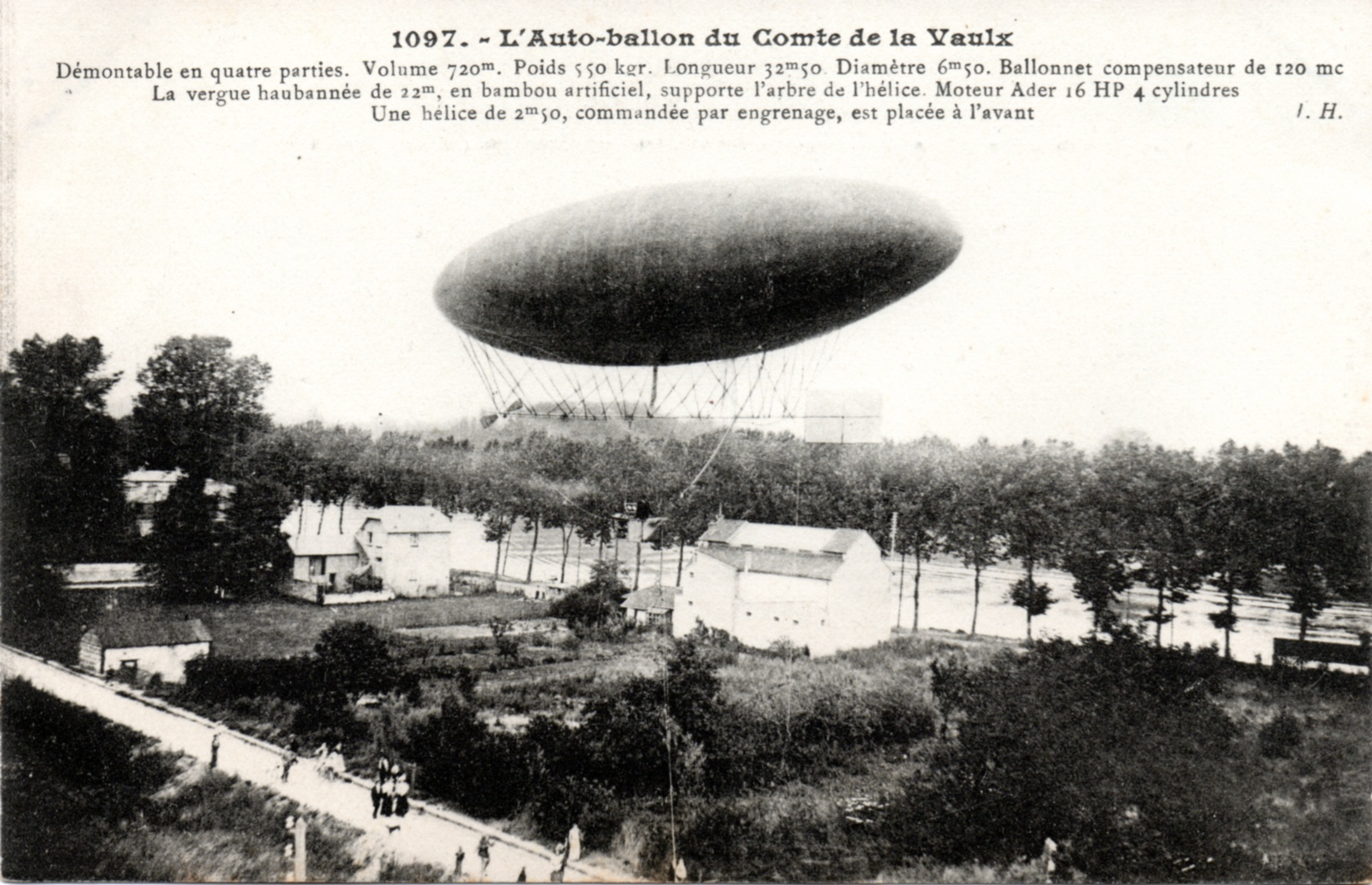
Autoballon von Comte de La Vaulx 1906

Graf Henry François Joseph de La Vaulx (* 2. April 1870 in Bierville bei Rouen; † 18. April 1930 in Jersey City) war ein französischer Aeronautiker und Autor von Abenteuerromanen.

## Leben
Henry de La Vaulx wurde am 2. April 1870 im Schloss Bierville (⊙) (Département Seine-Inférieure) rund 16 Kilometer nordöstlich von Rouen geboren. Er studierte in Paris Jura und, nach Ableistung seines Militärdienstes, neuere Sprachen. 1894 machte er eine Forschungsreise in das französische Hinterindien und besuchte dann China, Korea, Sibirien und Nordamerika. Im Auftrag der französischen Regierung bereiste er von März 1896 bis Mai 1897 Patagonien zu Pferde vom Río Negro bis zur Magellanstraße mit Übernachtung bei den lokalen Indianerstämmen. Den Plan einer neuen Reise in das Feuerland gab er auf, als ihn die Bekanntschaft mit Maurice Mallet (1861–1926)  in die Luftschifffahrt einführte.
Noch im gleichen Jahr beteiligte er sich an dem 1896 gegründeten Unternehmen Société Mallet, Mélandri et de Pitray in Puteaux bei Paris, dessen Geschäftsfeld die Errichtung und der Betrieb eines transportablen Ballonbestandes für öffentliche Veranstaltungen war. Die Beteiligung ermöglichte es in den folgenden Jahren, die Unternehmensaktivitäten auszuweiten und der führende Anbieter von großen Luftschiffen für Wettbewerbe zu werden.
Den ersten Aufstieg mit einem Freiballon machte La Vaulx am 18. Juli 1898 mit seinem Freund Georges de Castillon de Saint-Victor (1870–1962). Im Oktober 1898 gründete er mit Ernest Archdeacon, Léon Serpollet, Jules Verne, André Michelin, Albert de Dion, Alberto Santos Dumont und Henry Deutsch de la Meurthe den Aéro-Club de France (Société d'Encouragement à la Locomotion Aérienne) mit Sitz in Paris, dessen erster Vizepräsident er wurde.
Im Auftrag des Astronomen Jules Janssen führte er den Ballon, der mit dem Astronom Gawriil Adrianowitsch Tichow (1875–1960) von der Sternwarte Meudon zur Beobachtung der Leoniden-Sternschnuppenschwärme in der Nacht vom 14. auf den 15. November 1898 aufstieg.
La Vaulx nahm an mehreren Ballonwettfahrten während der Olympischen Sommerspiele 1900 in Paris und der Weltausstellung Paris 1900 teil. Bei einem Weitfahrtwettbewerb am 30. September 1900 fuhr La Vaulx im Freiballon von Paris in 21 Stunden 34 Minuten bis Brześć Kujawski in der Nähe von Włocławek im Gouvernement Warschau und legte dabei eine Entfernung von 1.237 Kilometern zurück. Dies war die erste direkte Ballonfahrt von Frankreich nach Russland (Weichselland). La Vaulx erhielt dafür die Medaille in Vermeil und eine Geldprämie von 500 Francs.
Bei einem dritten Weitfahrtbewerb am 9. Oktober 1900 fuhr er mit Georges de Castillon de Saint-Victor als Begleiter im 1.620 m³ fassenden Freiballon Centaure in 35¾ Stunden von Paris bis Korostyschiw und legte dabei eine Entfernung von 1.925 Kilometern zurück. Wegen unerlaubten Grenzübertritts wurde La Vaulx dafür von russischer Seite für 24 Stunden eingesperrt. Mit dieser Fahrt stellte La Vaulx einen doppelten Rekord für die weiteste gefahrene Strecke und die größte Fahrtdauer auf. Er erhielt dafür die Goldmedaille mit der Inschrift „France–Russie, 9–10 octobre 1900“ und eine Geldprämie von 1.000 Francs.
Im Herbst 1901 und 1902 machte er mit einem 3000 m³-Freiballon in Gemeinschaft mit dem Ingenieur Henri Hervé Versuchsfahrten über dem Mittelmeer. Am 12. Oktober 1901 startet de La Vaulx (mit Georges de Castillon de Saint-Victor und Henri Hervé) im Ballon „Méditerranéen I“ zu einer Fahrt über das Mittelmeer (La traversée de la Méditerranée en ballon). Dabei kamen von Hervé erfundene und mit Schwimmern und Stabilisatoren versehene Zellenabtreibanker (déviateur à minima) zur Anwendung, die dazu dienten, dem nahe der Meeresoberfläche treibenden Ballon eine willkürliche Abweichung von der Windrichtung zu geben, um sich so bestimmten Küsten oder Schiffen nähern zu können. Man startete um 22:10 Uhr von einer auf dem Isthmus des Sablettes bei Toulon erbauten Ballonhalle aus, in der Nähe des Marine-Luftschifferparks von Lagoubran. Am 13. Oktober befand sich der Ballon immer noch südlich von Marseille im Golf von Lyon. Am 14. Oktober morgens war er noch 30 Seemeilen nordöstlich des Cap de Creus in Spanien. Da schlechtes Wetter eintrat, wurde der Ballon gegen 16 Uhr an Bord des ihn begleitenden französischen Kreuzers «Du Chayla» genommen und entleert. Die Fahrt hatte 41 Stunden und 5 Minuten gedauert. Die bei Hervés Abweichanker in der Praxis festgestellte Abweichung betrug bis zu 40° von der Windrichtung. Im Herbst 1902 wurden die Versuchsfahrten fortgesetzt. Nach langem Warten auf günstigen Wind, startete Graf de La Vaulx am 22. September 1902 gegen 4:30 Uhr mit dem von Mallet erbauten, 3400 m³ Wasserstoffgas fassenden Ballon „Méditerranéen No. 2“ von einem Hangar an der Küste von Palavas bei Montpellier und wurde dabei von dem Torpedoboot «L'Epée» begleitet. Am 23. September um 15:45 Uhr landete der Ballon nach 35 ¼ Stunden bei Capite nahe Cette. Der Ballon hatte sich mit Hilfe des Torpedobootes 74 Kilometer von der Küste entfernt und wurde durch einen starken Südostwind dem Land zugetrieben. Durch den ausgebrachten Plattenabtreibanker (déviateur à maxima), wurde die Fahrgeschwindigkeit über Wasser bedeutend herabgesetzt. La Vaulx bestritt später die Absicht gehabt zu haben, Afrika über das Meer zu erreichen und nannte als Zweck der Fahrten „die Erprobung verschiedener Vorrichtungen, durch welche lange Dauerfahrten über der Meeresfläche unter Benutzung dieser selbst erreicht werden sollen und die es außerdem ermöglichen, der Bahn des Ballons eine vom Windstrich abweichende Richtung zu geben.“
Am 26. September 1903 um 19 Uhr startete La Vaulx vom Ballonpark (Parc aérostatique) in Saint-Cloud bei Paris mit Hauptmann Jules Stanislas Voyer (1862–n. 1928) und Graf Hadelin d'Oultremont (1877–1943) mit dem 1600 m³ Wasserstoff fassenden Ballon „Djinn“, fuhr über die Nordsee und landete am Folgetag um 11:40 Uhr bei der Farm Carlan Hill nordöstlich von Hull. Bei der Fahrt wurden 585 Kilometer in 17 Stunden 40 Minuten zurückgelegt.
Am 16. November 1903 führte La Vaulx seine 100. Ballonfahrt durch. Er stieg in Begleitung des Sport-Schriftstellers François Peyrey (1873–1934) und Georges Besançon (1866–1934), Gründer und Herausgeber des französischen Luftfahrtmagazins L’Aérophile, mit dem Ballon „Centaure 2“ vom Parc Aérostatique in Saint-Cloud auf. Es war eine Dauerfahrt beabsichtigt. Der Ballon schlug auch zunächst die erwünschte Ost-Richtung ein, kam aber in größerer Höhe in eine südöstlich gerichtete Strömung, sodass die Fahrt bereits im Rhonetal endete.
Am 3. Februar 1904 gelang La Vaulx eine Schnellfahrt mit dem 1000 m³ fassenden Ballon „L’Orient“. Er stieg um 11:30 Uhr in Paris bei sehr starkem, böigen Wind auf. Die Fahrt wurde hauptsächlich oberhalb einer ausgedehnten Wolkendecke in einer allmählich erreichten Höhe von 2700 Metern durchgeführt. Um 14:40 Uhr erfolgte die Landung im Windschatten eines Waldrandes bei Rhode-Saint-Genèse in der Nähe von Brüssel. Damit wurde eine Strecke von rund 270 Kilometern in 3 Stunden und 10 Minuten zurückgelegt, was einem Mittel von etwa 85 km/h entspricht. Der Schnellzug Paris–Brüssel benötigte für die Strecke etwa zwei Stunden länger.
Am 30. August 1905 führte Graf de la Vaulx zusammen mit Joseph Jaubert, dem Direktor des meteorologischen Observatoriums von Paris, in Afrika unweit der meteorologischen Station Constantine einen Aufstieg zur Beobachtung der totalen Sonnenfinsternis durch. Diese Sonnenfinsternis wurde gleichzeitig auch durch Ballonaufstiege in Paris, Bordeaux und Bourges beobachtet. Für seine Afrikaexpedition erhielt La Vaulx vom Präsidenten der Republik Frankreich den Orden der Ehrenlegion verliehen.
La Vaulx baute mit dem Ingenieur Tatin ein Flugzeug. Der erste Flugversuch in Saint-Cyr-l’École endete mit einem Totalschaden.
La Vaulx wurde Vizepräsident der neuen am 14. Oktober 1905 gegründeten Fédération Aéronautique Internationale (FAI) und von 1925 bis zu seinem Tod deren Präsident.
Mit Maurice Mallet gründete er 1908 die Gesellschaft Société française de ballons dirigeables et d'aviation für den Bau von Luftschiffen, die später die Zodiac wurde. 1911 startete ihr erstes Luftschiff, die niederländische Duindigt mit 900 Kubikmeter Inhalt als damals kleinstes militärisches Luftschiff.
Mit Arnould Galopin schrieb La Vaulx die Romane Le Tour du monde de deux gosses, le chemin des nuages (1908), Le Tour du monde en aéroplane, tragiques aventures d'un gamin de Paris (1910) und Le Tour du monde de deux gosses (1911). 1925 veröffentlichte er Cent mille lieues dans les airs (bei Arthème Fayard).
Henry de La Vaulx bewohnte ein kleines privates Schloss in Rozoy-Bellevalle bei Condé-en-Brie.
1930 machte La Vaulx eine Flugrundreise für die FAI. Bei Jersey City prallte das Flugzeug gegen eine Hochspannungsleitung, wobei alle Insassen ums Leben kamen. Entsprechend seinem Wunsch wurde er auf dem Friedhof von  Rozoy-Bellevalle begraben. Die Latécoère 28, mit der 1930 ein Weltrekord für Wasserflugzeuge aufgestellt worden war, wurde nach Vaulx benannt. Die FAI verleiht die Médaille Henry de la Vaulx.

## Ehrungen
- Kommandeur der Ehrenlegion
- Kommandeur des Orden de Isabel la Católica
- Kommandeur des Ordens der Krone von Italien
- Kommandeur des Wasaordens
- Kommandeur des Nischan el Iftikhar
- Offizier des belgischen Kronenordens
- Ritter des Ordens Karls III.
- Ritter des belgischen Leopoldsordens
- Große Goldmedaille der Académie des sciences
- Grande médaille d'or de l'Aéro-club de France